# Desmocladus eludens
Desmocladus eludens, biljna vrsta s jugozapada zapadne Australije. Zimzelena trajnica; pripada porodici Restionaceae, dijelu reda travolike. 
Australski endem.

## Sinonimi
- Kulinia eludens B.G.Briggs & L.A.S.Johnson